# Il seme della discordia
Il seme della discordia è un film del 2008 diretto da Pappi Corsicato, liberamente tratto dal racconto lungo La marchesa di O... di Heinrich von Kleist.
È stato presentato in concorso alla 65ª Mostra internazionale d'arte cinematografica di Venezia.

## Trama
Napoli. Nel giorno stesso in cui suo marito Mario scopre con certezza di essere sterile, Veronica rimane incinta, nonostante non abbia avuto rapporti sessuali con altri uomini. Nei suoi tentativi di capire come ciò sia potuto accadere, la donna finisce per incappare nelle più svariate e talvolta assurde situazioni.

## Colonna sonora
Il brano Canta ragazzina, inciso nel 1967 da Mina, viene utilizzato nella colonna sonora nel film. Allo stesso tempo, per la scena in cui Veronica cerca di essere più seducente con Mario, viene usato un brano di Piero Piccioni tratto dalla colonna sonora della pellicola C'era una volta sempre del 1967.